# Isländische Eishockeyliga 2020/21
Die Saison 2020/21 war die 29. Spielzeit der isländischen Eishockeyliga, der höchsten isländischen Eishockeyspielklasse.  Meister wurde erneut Skautafélag Akureyrar, der im Finale Ungmennafélagið Fjölnir mit 3:0 Spielen besiegen konnte.

## Modus
Insgesamt nahmen drei Mannschaften an der Meisterschaft teil. Insgesamt traf jedes Team fünf Mal auf jedes andere Team, sodass zehn Spieltage absolviert wurden. Für einen Sieg in der regulären Spielzeit gab es drei, für einen Sieg in der Overtime zwei, für eine Niederlage in der Overtime einen und für eine Niederlage in der regulären Spielzeit keine Punkte. 

Für die Finalserie sind die beiden bestplatzierten Mannschaften nach zehn Spieltagen qualifiziert. Sie spielen dort in einem Best-of-Five-Modus den isländischen Meister aus.

## Hauptrunde
| Pl. |                         | Sp | S | OTS | OTN | N | Tore  | Punkte |
| 1.  | Skautafélag Akureyrar   | 10 | 9 | 0   | 0   | 1 | 64:19 | 27     |
| 2.  | Ungmennafélagið Fjölnir | 9  | 4 | 0   | 1   | 4 | 26:35 | 13     |
| 3.  | Skautafélag Reykjavíkur | 9  | 0 | 1   | 0   | 8 | 22:58 | 2      |

Sp = Spiele, S = Siege, OTS = Overtime-Siege, OTN = Overtime-Niederlage, N = Niederlagen

## Finale
- Skautafélag Akureyrar – Ungmennafélagið Fjölnir 3:0 (2:1, 3:1, 3:0)